# California Point of Historical Interest

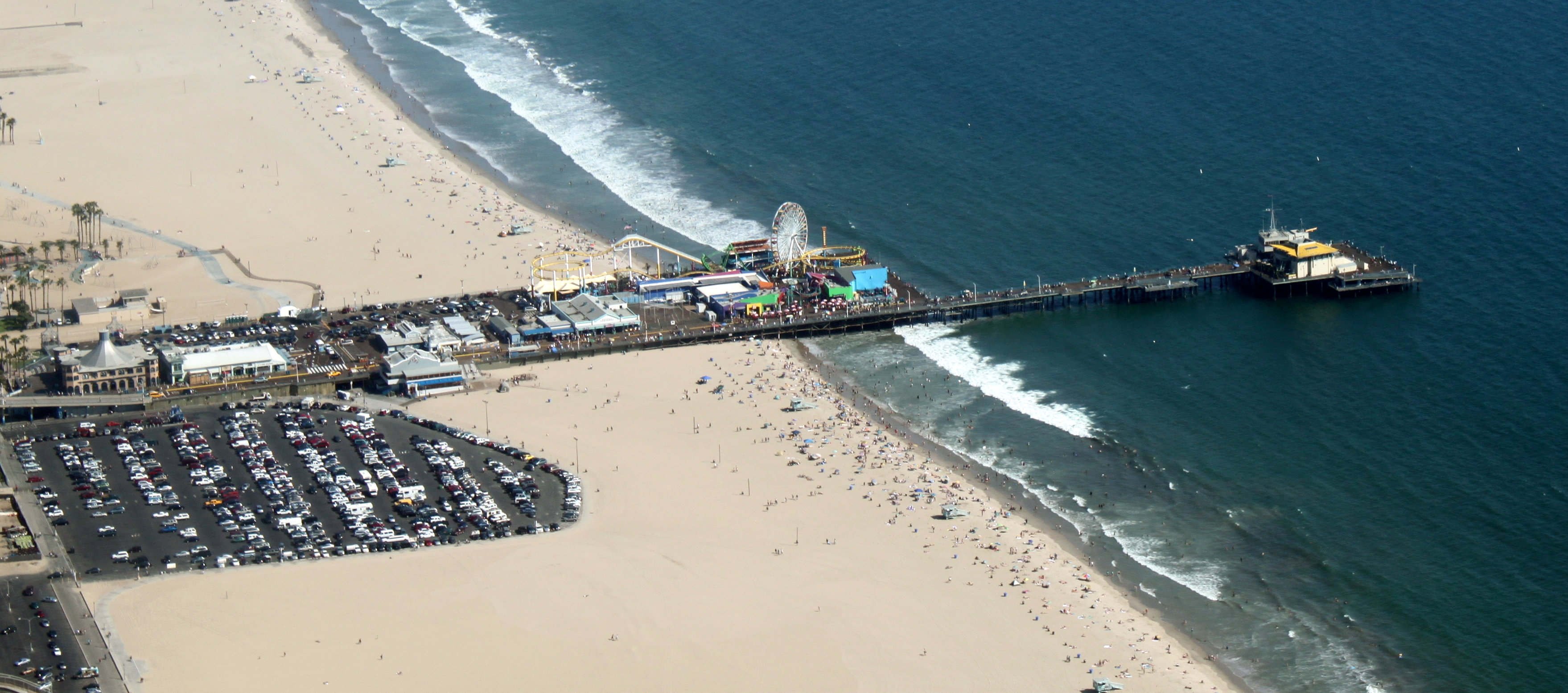
La jetée de Santa Monica, une jetée classée California Point of Historical Interest depuis le 15 mai 1974.

Un California Point of Historical Interest est un bien patrimonial distingué par l'État de Californie, aux États-Unis. Cette distinction frappe les structures d'importance locale tandis que celles qui présentent un intérêt pour l'ensemble de l'État peuvent être classées parmi les California Historical Landmarks.